# Yvan Muller
Pour les articles homonymes, voir Muller.

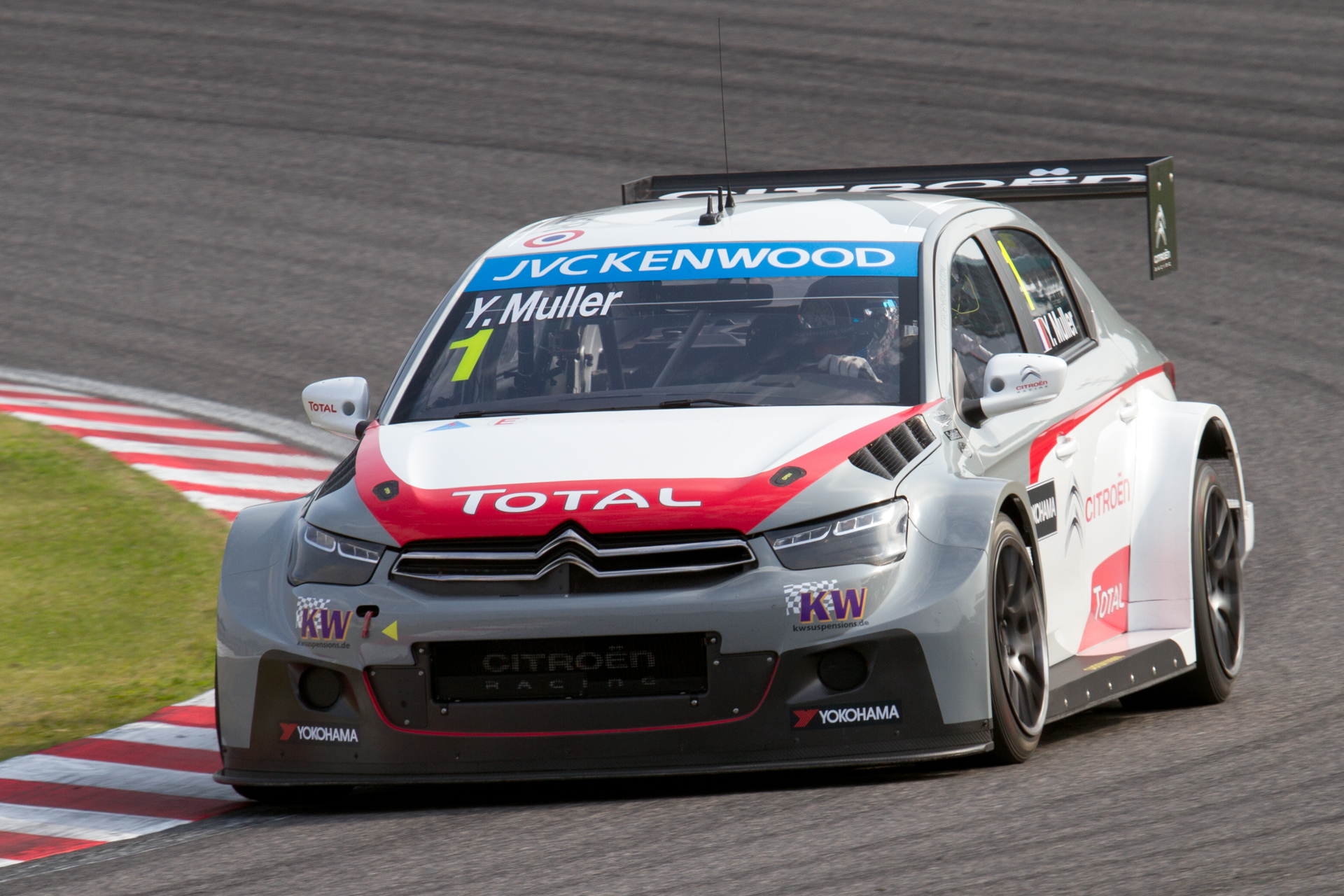
Yvan Muller et sa Citroën C-Élysée WTCC en 2014.

 Yvan Muller, né le 16 août 1969 à Altkirch, dans le Haut-Rhin, est un pilote automobile français. Il a remporté quatre fois le championnat du monde des voitures de tourisme en 2008, 2010, 2011 et 2013, dont il détient les records du nombre de victoires (47), de pole positions (27) et de meilleur tours (38). Il a aussi gagné le championnat britannique des voitures de tourisme en 2003 et a été vainqueur à dix reprises du Trophée Andros.

## Biographie
Après 8 années de karting (ornées d'un titre de champion d'Europe Formule K en 1986, après avoir manqué de très peu le titre mondial junior en 1984), et finaliste du Volant Elf 1987, Yvan Muller accède au sport automobile en 1988, dans le championnat de France de Formule Renault. De 1989 à 1991, il dispute le championnat de France de Formule 3, avant de rejoindre en 1992 les rangs du championnat britannique de Formule 2, qu'il remporte avec 4 victoires. Ce succès lui permet de relancer sa carrière, mais une saison ratée dans le championnat international de F3000 1993 l'incite à abandonner la monoplace, faute de débouchés.
À partir de 1994, Muller relance sa carrière dans les épreuves de berline, dont il ne tardera pas à devenir l'un des meilleurs spécialistes mondiaux. Il passe deux saisons dans le championnat de France de Supertourisme (il est titré en 1995), une saison dans le championnat d'Italie (en 1996), une saison dans le championnat d'Allemagne STW (en 1997), avant de rejoindre en 1998 le championnat britannique (le BTCC). Après une première saison de BTCC chez Audi, il rejoint en 1999 les rangs de Vauxhall. Pilote spectaculaire, apprécié du public britannique pour ses manœuvres audacieuses, il décroche 36 succès dans la discipline, et le titre de champion en 2003. En 2006, Muller quitte le BTCC pour rejoindre le WTCC (championnat du monde des voitures de tourisme) au sein de l'équipe Seat Sport.

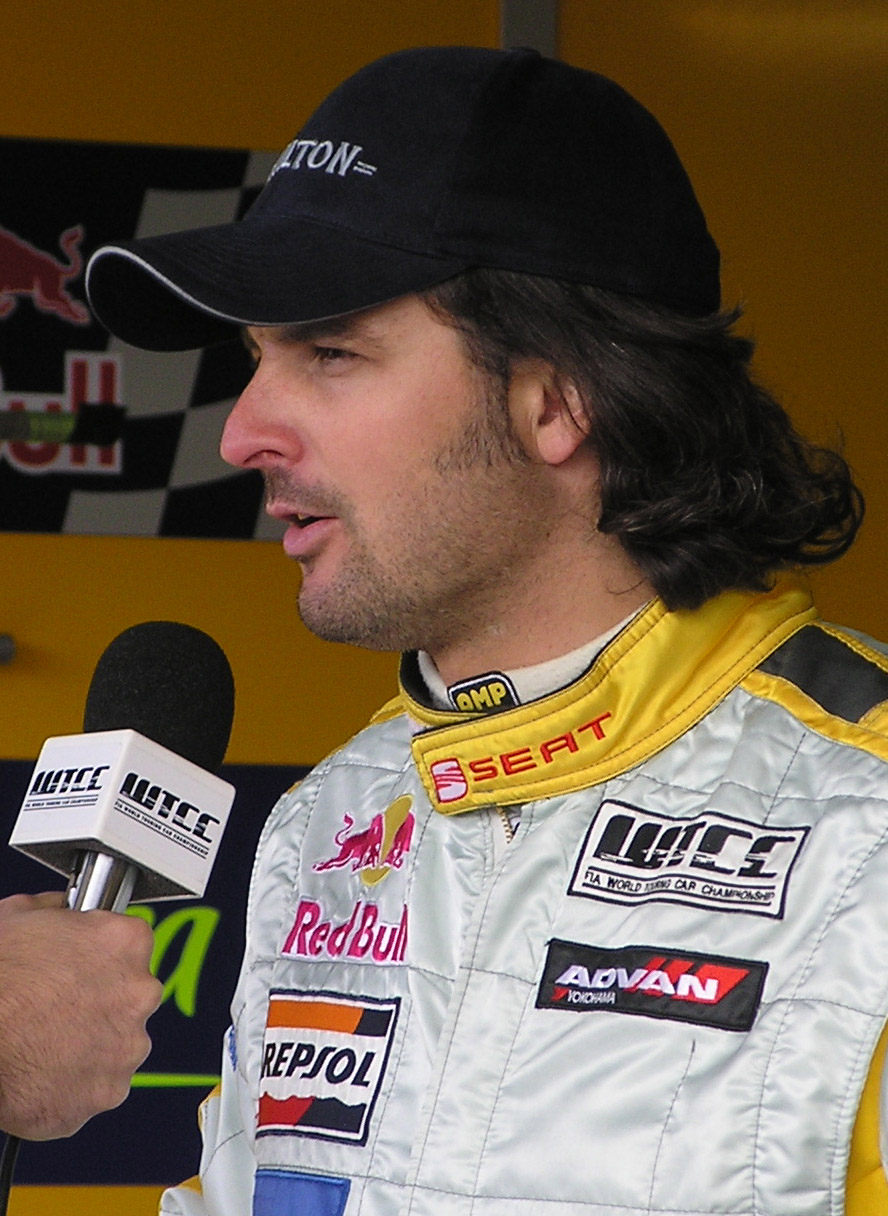
Yvan Muller en 2006 à Curitiba.

Dès sa première saison dans la discipline, il remporte une victoire, lutte pour le titre jusqu'au dernier week-end de Macao, et termine finalement quatrième du championnat du monde. En 2007, il remporte 2 victoires et s'affirme en tant que leader de l'équipe Seat. Mieux, il est ex æquo en tête du championnat avec Andy Priaulx avant le dernier week-end. Mais un problème mécanique le contraint à l'abandon alors qu'il menait la première des deux courses du week-end, il terminera malgré tout vice-champion du monde. En 2008, il devient champion du monde lors de l'avant dernière course, à Macao. En 2009, Yvan se bat pour le titre, après des victoires à Curitiba, Puebla, Valencia et Imola, mais il est battu par son coéquipier chez Seat, Gabriele Tarquini, pour 4 points. Il s'engage dans l'équipe Chevrolet pour la saison 2010. Dès la première course de la saison, il s'impose à Curitiba. Il est sacré pour la deuxième fois champion du monde avant la dernière manche de Macao. Initialement crédité de 37 points d'avance sur Andy Priaulx avant la dernière manche, il bénéficie de la disqualification de Priaulx entre la manche d'Okayama et celle de Macao pour avoir utilisé une boîte de vitesses non conforme,. En 2011, il doit faire face à la concurrence de son coéquipier chez Chevrolet, Robert Huff. Le britannique réalise un excellent début de saison qui le place en tête du championnat. Mais en milieu de saison, le français reprend le commandement après des succès en Hongrie, République tchèque, Royaume-Uni (2), Allemagne, Espagne (2) et Chine. Il conserve finalement son titre mondial pour 3 points lors de la dernière manche à Macao. En 2013, Yvan Muller remportera son quatrième titre de champion du monde WTCC avec Chevrolet mais en tant que pilote privé, avec 7 victoires et 15 podiums.Le 7 août 2013, il est officiellement annoncé comme pilote Citroën sur la C-Élysée en WTCC avec Sébastien Loeb pour entamer la saison 2014.
Même si cela ne représentait qu'une part mineure de ses engagements sportifs, Yvan Muller est connu du grand public français pour ses 10 victoires (en 11 participations) dans le Trophée Andros (48 victoires, devant Jean-Philippe Dayraut à 47), et pour ses 5 victoires aux 24 Heures de Chamonix ainsi qu'à la Ronde de Serre Chevalier.
Il a participé de façon anecdotique à plusieurs rallyes automobile du Championnat de France des rallyes, dont on peut retenir les victoires au Rallye d'Automne en 2000 et au Rallye de la Châtaigne en 2001 (les deux épreuves avec Gilles Mondésir, sur Ford Escort RS Cosworth) (ainsi que 3 courses sur Subaru Impreza WRX STI en 2003, avec pour copilote Anne-Chantal Pauwels (Rallye Cœur de France (Tours - 9e), Rallye des Vins - Mâcon (Mâcon - 21e), et Rallye de La Rochelle (La Rochelle - abd., après sa victoire en 2000), pour le team First Motorsport)).
En 1993 sur Debora SP93 et 1996 sur Ferrari 333 SP, il s'est engagé à deux reprises aux 24 Heures du Mans sans succès puisque les deux courses se sont terminées par des abandons.
En 2007 (sur Nissan pick-up du team Dessoude) et 2009 (sur Buggy), il a également participé au Rallye Paris-Dakar.
En 2010, Yvan prouve une nouvelle fois sa polyvalence, puisqu'il participe en octobre au Rallye de France-Alsace au volant d'une Xsara WRC portant les couleurs de la chaîne de télévision Motors TV avec Gilles Mondésir, et préparée par l'équipe Automeca (42e au général). Il participe ensuite, aux côtés de Greg Murphy, à la course « internationale » dans le championnat australien V8 Supercars qui se déroule à Surfers Paradise. Enfin en novembre, aux côtés de Christian Ledesma dans le championnat de tourisme argentin, il finit 5e lors de la manche de Buenos Aires. En 2011, il récidive dans le rallye de France au volant d'une Peugeot 207 S2000 avec Guy Leneveu (31e au classement final). Il obtient son meilleur résultat l'année suivante, avec le même copilote sur Mini Cooper WRC (14e).
En 2017, il met un terme à sa carrière de pilote et devient pilote de développement officiel pour Volvo Polestar dans le championnat WTCC. Toutefois, il décide de participer aux deux courses de la dernière manche de la saison 2017 sur le circuit de Losail au Qatar.
À la suite de la refonte du championnat devenu une « coupe du monde », il monte pour la saison 2018 sa propre structure avec Hyundai et réussit à s'adjoindre comme équipier le champion en titre, le suédois Thed Björk. Il termine deuxième du championnat des pilotes à 3 points du vainqueur Gabriele Tarquini, et remporte le championnat des équipes avec son équipe M Racing-YMR, avec là aussi 3 points d'écart sur le deuxième.

## Carrière

### Résultats saisons (karting)
| Saison | Championnat                            | Équipe | Position |
| ------ | -------------------------------------- | ------ | -------- |
| 1984   | CIK-FIA Juniors’ Cup                   |        | 2e       |
| 1986   | Championnat de France - Elite          |        | 3e       |
| 1986   | Championnat d'Europe - Formule Super A |        | 1er      |
| 1987   | Championnat de France - Elite          |        | 2e       |

### Résultats saisons (sport automobile - circuit asphalte)
| Saison | Championnat                                      | Équipe                        | Courses | Victoires | Poles | M/Tours | Podiums | Points | Position |
| ------ | ------------------------------------------------ | ----------------------------- | ------- | --------- | ----- | ------- | ------- | ------ | -------- |
| 1988   | Championnat de France de Formule Renault         | BSL Compétition               | 12      | 3         | 3     | 1       | 5       | 98     | 3e       |
| 1989   | Championnat de France de Formule 3               | Ecurie Elf                    | 11      | 0         | 0     | 2       | 3       | 55     | 4e       |
| 1989   | Coupe d'Europe de Formule 3                      | Ecurie Elf                    | 1       | 0         | 0     | 0       | 0       | N/A    | 5e       |
| 1989   | Grand Prix de Monaco de Formule 3                | Ecurie Elf                    | 1       | 0         | 0     | 0       | 0       | N/A    | 12e      |
| 1990   | Championnat de France de Formule 3               | Elf Gitanes / Allan Howell    | 12      | 1         | 0     | 0       | 3       | 65     | 6e       |
| 1990   | Coupe d'Europe de Formule 3                      | Allan Howell                  | 1       | 0         | 0     | 0       | 0       | N/A    | 3e       |
| 1990   | Championnat d'Italie de Formule 3                | RC Motorsport                 | 1       | 0         | 0     | 0       | 0       | N/A    | n.c      |
| 1991   | Championnat de France de Formule 3               | CYM                           | 12      | 0         | 0     | 0       | 3       | 52     | 7e       |
| 1991   | Grand Prix de Macao de Formule 3                 | CYM                           | 1       | 0         | 0     | 0       | 0       | N/A    | n.c      |
| 1991   | Grand Prix de Monaco de Formule 3                | ASA du Rhin                   | 1       | 0         | 0     | 0       | 0       | N/A    | 5e       |
| 1992   | Championnat de Grande-Bretagne de Formule 2      | Omegaland Racing              | 9       | 4         | 2     | 4       | 7       | 58     | 1er      |
| 1992   | Coupe du monde de Formule 3000                   | Omegaland Racing              | 1       | 0         | 0     | 0       | 0       | N/A    | 8e       |
| 1993   | 24 Heures du Mans (Cat. LMP)                     | Didier Bonnet Racing          | 1       | 0         | 0     | 0       | 0       | N/A    | n.c      |
| 1993   | Championnat international de Formule 3000        | Omegaland Racing              | 9       | 0         | 0     | 0       | 0       | 2      | 17e      |
| 1994   | Championnat de France de Supertourisme           | BMW Team Fina                 | 12      | 2         | 1     | 2       | 6       | 219    | 3e       |
| 1994   | Coupe du monde des voitures de tourisme          | BMW Team Fina                 | 1       | 0         | 0     | 0       | 0       | N/A    | 7e       |
| 1995   | Championnat de France de Supertourisme           | BMW Team Fina                 | 18      | 9         | 2     | 9       | 14      | 131    | 1er      |
| 1995   | Coupe du monde des voitures de tourisme          | BMW Team Fina                 | 2       | 0         | 0     | 0       | 1       | 44     | 4e       |
| 1996   | Championnat d'Italie des voitures de tourisme    | Audi Sport Italia             | 20      | 0         | 1     | 3       | 9       | 187    | 4e       |
| 1996   | Championnat d'Espagne des voitures de tourisme   | Audi Racing Team España       | 1       | 0         | 0     | 0       | 0       | 0      | n.c      |
| 1996   | 24 Heures du Mans (Cat. WSC/IMSA)                | Rocketsports Racing           | 1       | 0         | 0     | 0       | 0       | N/A    | n.c      |
| 1997   | Championnat d'Allemagne de Supertourisme         | Roc Auto AZK                  | 20      | 0         | 0     | 0       | 0       | 298    | 7e       |
| 1998   | Championnat britannique des voitures de tourisme | Audi Sport UK                 | 26      | 0         | 0     | 1       | 3       | 110    | 7e       |
| 1999   | Championnat britannique des voitures de tourisme | Vauxhall Triple Eight         | 26      | 1         | 0     | 0       | 5       | 119    | 6e       |
| 2000   | Championnat britannique des voitures de tourisme | Vauxhall Motorsport           | 24      | 3         | 1     | 2       | 7       | 168    | 4e       |
| 2000   | V8 Supercars Championship Series                 | Holden Racing Team            | 1       | 0         | 0     | 0       | 0       | 120    | 33e      |
| 2001   | Championnat britannique des voitures de tourisme | Vauxhall Motorsport           | 26      | 10        | 9     | 10      | 22      | 318    | 2e       |
| 2001   | Championnat d'Europe de Supertourisme            | Team Nordauto                 | 2       | 1         | 1     | 1       | 1       | 66     | 24e      |
| 2002   | Championnat britannique des voitures de tourisme | Vauxhall Motorsport           | 20      | 5         | 5     | 7       | 9       | 163    | 2e       |
| 2002   | V8 Supercars Championship Series                 | K-Mart Racing Team            | 2       | 0         | 0     | 0       | 0       | 0      | n.c      |
| 2002   | Porsche Carrera Cup France                       | ?                             | ?       | 3         | 1     | ?       | ?       | ?      | n.c      |
| 2003   | Championnat britannique des voitures de tourisme | VX Racing                     | 20      | 6         | 2     | 1       | 17      | 210    | 1er      |
| 2003   | Championnat d'Europe des voitures de tourisme    | SEAT Sport                    | 3       | 0         | 0     | 0       | 0       | 0      | n.c      |
| 2004   | Championnat britannique des voitures de tourisme | VX Racing                     | 30      | 5         | 1     | 2       | 15      | 273    | 2e       |
| 2004   | V8 Supercars Championship Series                 | Triple Eight Race Engineering | 1       | 0         | 0     | 0       | 0       | 0      | n.c      |
| 2005   | Championnat britannique des voitures de tourisme | VX Racing                     | 30      | 6         | 1     | 5       | 16      | 273    | 2e       |
| 2005   | V8 Supercars Championship Series                 | Triple Eight Race Engineering | 2       | 1         | 0     | 0       | 1       | 192    | 38e      |
| 2005   | Championnat de France FFSA GT                    | Exagon Engineering            | 2       | 0         | 1     | 0       | 1       | 0      | n.c      |
| 2006   | Championnat du monde des voitures de tourisme    | SEAT Sport France             | 20      | 1         | 0     | 2       | 7       | 62     | 4e       |
| 2007   | Championnat du monde des voitures de tourisme    | SEAT Sport                    | 21      | 2         | 1     | 1       | 4       | 81     | 2e       |
| 2008   | Championnat du monde des voitures de tourisme    | SEAT Sport                    | 24      | 3         | 3     | 1       | 9       | 114    | 1er      |
| 2009   | Championnat du monde des voitures de tourisme    | SEAT Sport                    | 24      | 4         | 1     | 2       | 11      | 123    | 2e       |
| 2010   | Championnat du monde des voitures de tourisme    | Chevrolet RML                 | 22      | 3         | 2     | 1       | 14      | 331    | 1er      |
| 2010   | Championnat de France FFSA GT                    | Luxury Racing                 | 2       | 0         | 0     | 0       | 0       | 0      | n.c      |
| 2010   | V8 Supercars Championship Series                 | Paul Morris Motorsport        | 2       | 0         | 0     | 0       | 0       | 0      | n.c      |
| 2010   | TC 2000                                          | Chevrolet Elaion              | 1       | 0         | 0     | 0       | 0       | 0      | 26e      |
| 2011   | Championnat du monde des voitures de tourisme    | Chevrolet RML                 | 24      | 8         | 4     | 8       | 19      | 433    | 1er      |
| 2011   | Belgian Touring Car Series (Cat. S2)             | Gomez Competition             | 4       | 0         | 0     | 0       | 2       | 56     | 3e       |
| 2012   | Championnat du monde des voitures de tourisme    | Chevrolet RML                 | 24      | 9         | 3     | 8       | 14      | 393    | 3e       |
| 2012   | Racecar Euro Series                              | Still Racing                  | 2       | 0         | 0     | 0       | 1       | 0      | n.c      |
| 2013   | Championnat du monde des voitures de tourisme    | RML                           | 24      | 7         | 8     | 8       | 15      | 431    | 1er      |
| 2013   | Belgian Racing Car Championship                  | Noun Racing                   | 5       | 0         | 0     | 0       | 0       | 17     | 21e (*)  |

- (*) saison en cours.

## Palmarès
- Troisième du Championnat de France de Formule Renault 1988
- Troisième de la Coupe d'Europe de Formule 3 1990
- Champion de Grande-Bretagne de Formule 2 1992
- Troisième du Championnat de France des voitures de tourisme 1994
- Champion de France des voitures de tourisme 1995
- Champion de France de course sur glace (Trophée Andros) 1996
- Champion de France de course sur glace (Trophée Andros) 1997
- Vainqueur des 24 Heures sur glace de Chamonix 1997
- Champion de France de course sur glace (Trophée Andros) 1998
- Champion de France de course sur glace (Trophée Andros) 1999
- Vainqueur des 24 Heures sur glace de Chamonix 1999
- Champion de France de course sur glace (Trophée Andros) 2000
- Vainqueur des deux premières épreuves des Ice Race Series International 2000 (I.R.S.I./FIA)[12]
(24 Heures sur glace de Chamonix, et  Challenge Canada-Québec Sherbrooke)
- Coupe des Nations 2000 (avec Gilles Panizzi et Régis Laconi)
- Champion de France de course sur glace (Trophée Andros) 2001
- 2 victoires sur 5 épreuves aux Ice Race Series International 2001[13]
(24 Heures sur glace de Chamonix, 1re manche, et Kuoplo en Finlande, 4e manche)
- Vice-champion de Grande-Bretagne des voitures de tourisme 2001
- Champion de France de course sur glace (Trophée Andros) 2002
- Vice-champion de Grande-Bretagne des voitures de tourisme 2002
- Champion de Grande-Bretagne des voitures de tourisme 2003
- Vainqueur des 24 Heures sur glace de Chamonix 2003
- Champion de France de course sur glace (Trophée Andros) 2004
- Vice-champion de Grande-Bretagne des voitures de tourisme 2004
- Champion de France de course sur glace (Trophée Andros) 2005
- Vice-champion de Grande-Bretagne des voitures de tourisme 2005
- Champion de France de course sur glace (Trophée Andros) 2006
- Vice-champion du monde des voitures de tourisme 2007
- Champion du monde des voitures de tourisme 2008
- Vice-Champion du monde des voitures de tourisme 2009
- Champion du monde des voitures de tourisme 2010
- Champion du monde des voitures de tourisme 2011
- Troisième du Championnat de Belgique des voitures de tourisme 2011
- Troisième du Championnat du monde des voitures de tourisme 2012
- Champion du monde des voitures de tourisme 2013

### Résultats en WTCC
| Année | Écurie    | Départs | Victoires | Podiums | Points | Classement |
| ----- | --------- | ------- | --------- | ------- | ------ | ---------- |
| 2006  | Seat      | 20      | 1         | 7       | 62     | 4e         |
| 2007  | Seat      | 20      | 2         | 4       | 81     | 2e         |
| 2008  | Seat      | 24      | 3         | 9       | 114    | Champion   |
| 2009  | Seat      | 24      | 4         | 11      | 123    | 2e         |
| 2010  | Chevrolet | 22      | 3         | 14      | 331    | Champion   |
| 2011  | Chevrolet | 24      | 8         | 19      | 433    | Champion   |
| 2012  | Chevrolet | 24      | 9         | 14      | 393    | 3e         |
| 2013  | Chevrolet | 24      | 7         | 15      | 431    | Champion   |
| 2014  | Citroën   | 23      | 4         | 13      | 336    | 2e         |
| 2015  | Citroën   | 24      | 6         | 13      | 357    | 2e         |
|       | Total     | 229     | 47        | 119     | 2661   | 4 titres   |

### Résultats en BTCC
| Année | Écurie   | Départs | Victoires | Points | Classement |
| ----- | -------- | ------- | --------- | ------ | ---------- |
| 1998  | Audi     | 26      | 0         | 110    | 7e         |
| 1999  | Vauxhall | 26      | 1         | 119    | 6e         |
| 2000  | Vauxhall | 24      | 3         | 168    | 4e         |
| 2001  | Vauxhall | 26      | 10        | 318    | 2e         |
| 2002  | Vauxhall | 20      | 5         | 163    | 2e         |
| 2003  | Vauxhall | 20      | 6         | 233    | Champion   |
| 2004  | Vauxhall | 30      | 5         | 273    | 2e         |
| 2005  | Vauxhall | 30      | 6         | 273    | 2e         |
|       | Total    | 202     | 36        | 1657   | 1 titre    |

### Résultats aux 24 Heures du Mans
| Année | Équipe               | Véhicule       | Coéquipier      | Coéquipier      | Classement | Motif           |
| ----- | -------------------- | -------------- | --------------- | --------------- | ---------- | --------------- |
| 1993  | Didier Bonnet        | Debora SP 93   | Gérard Tremblay | Georges Tessier | Abandon    | Casse moteur    |
| 1996  | Rocket Sports Racing | Ferrari 333 SP | Andy Evans      | Fermín Vélez    | Abandon    | Panne d'essence |

## Informations diverses
- En compétitions sur glace internationales, il a également remporté sur Opel Astra l'étape Grandvalira du Trophée Andros au Pas de la Case (Andorre), et le Challenge sur glace Michelin Canada-Québec de Sherbrooke comptant pour le 1er championnat Ice Racing Series International organisé en 2000[14] (remporté finalement par le SMG team sur Toyota Corolla WRC[15]).
- La sœur ainée d'Yvan, Cathy Muller, est également une ancienne pilote automobile.
- Le fils de Cathy Muller (neveu d'Yvan): Yann Ehrlacher, est également un jeune pilote automobile.
- La compagne d'Yvan Muller est Justine Monnier, journaliste de sport automobile.

### Partenariat
- M Racing-YMR est partenaire depuis 2016 de Fernand Bachmann, la ligne de prêt-à-porter masculin qui fournit l'équipe en vêtements vintage[16].

## Galerie

Yvan Muller
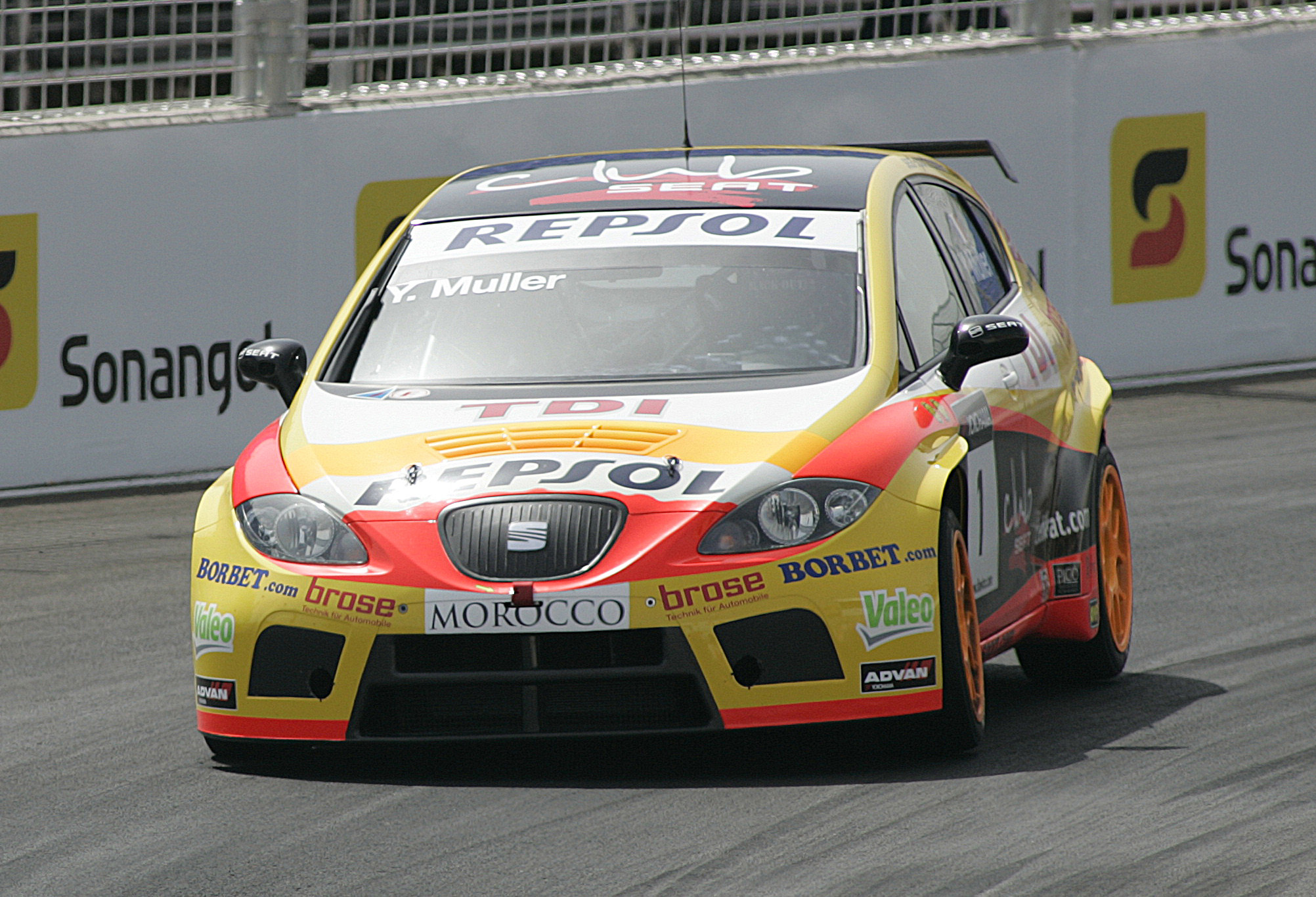
Yvan Muller à Marrakech en 2009
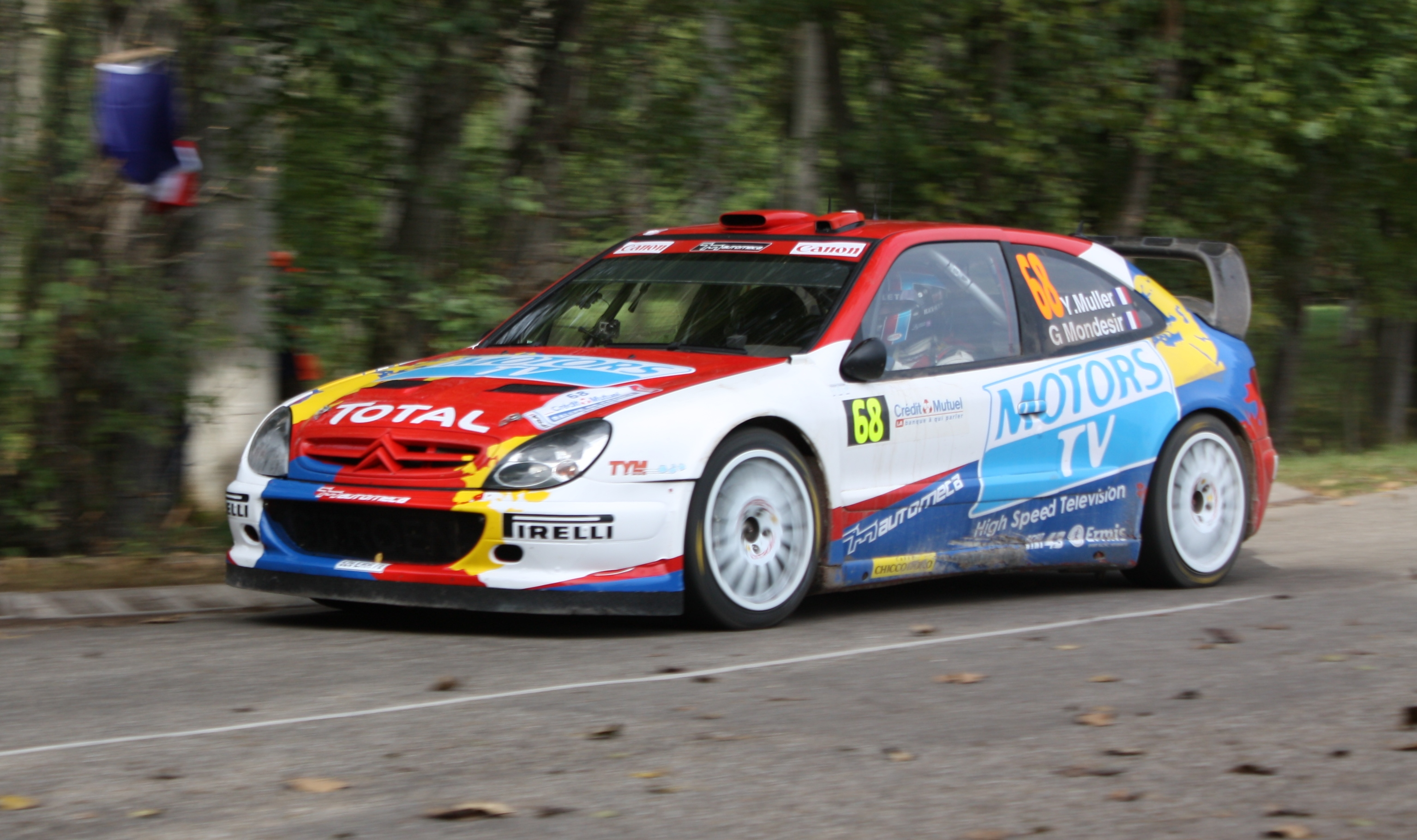
Yvan Muller au Rallye de France 2010
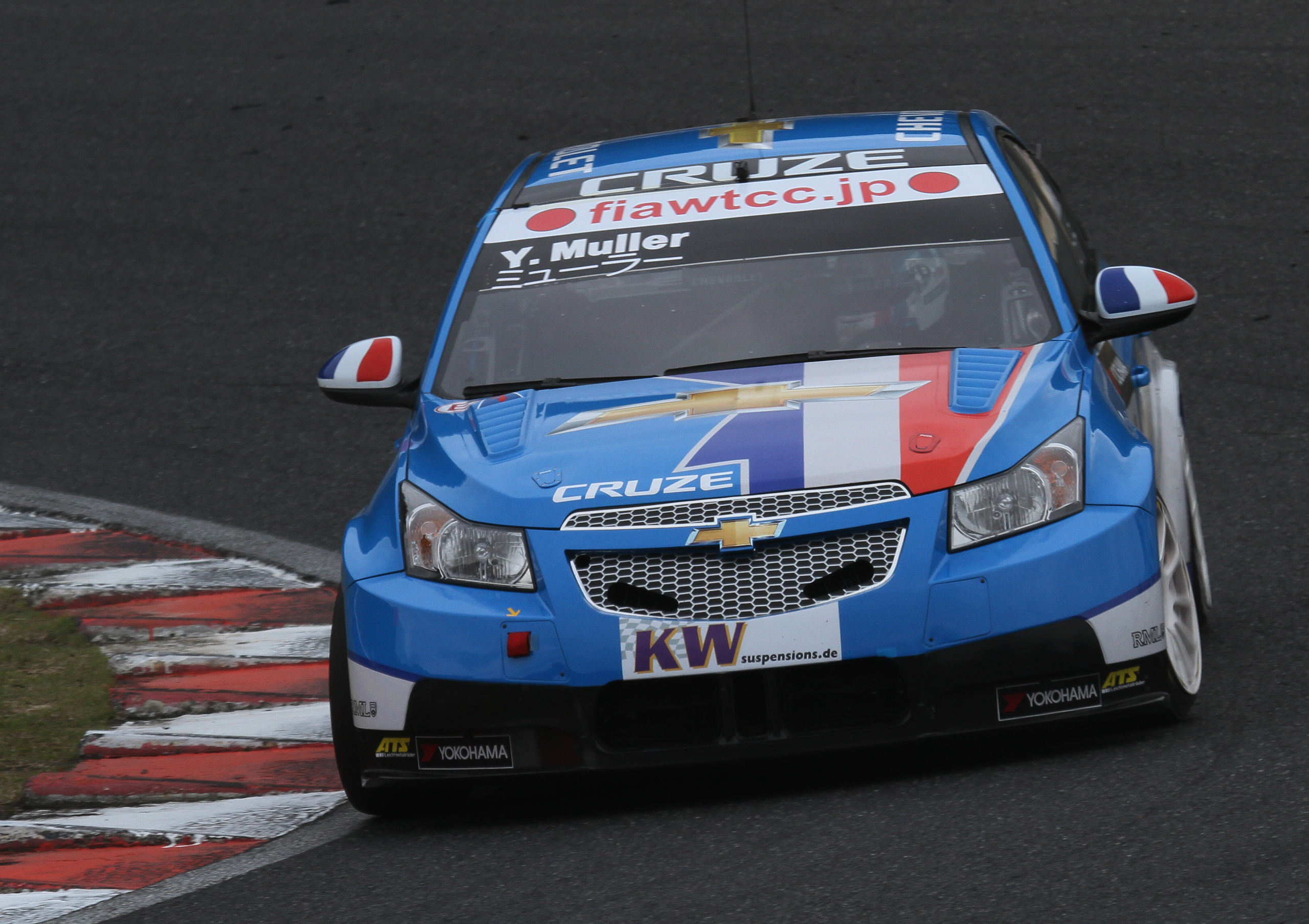
Muller en 2010, même épreuve, sur sa Chevrolet Cruze 1.6T.
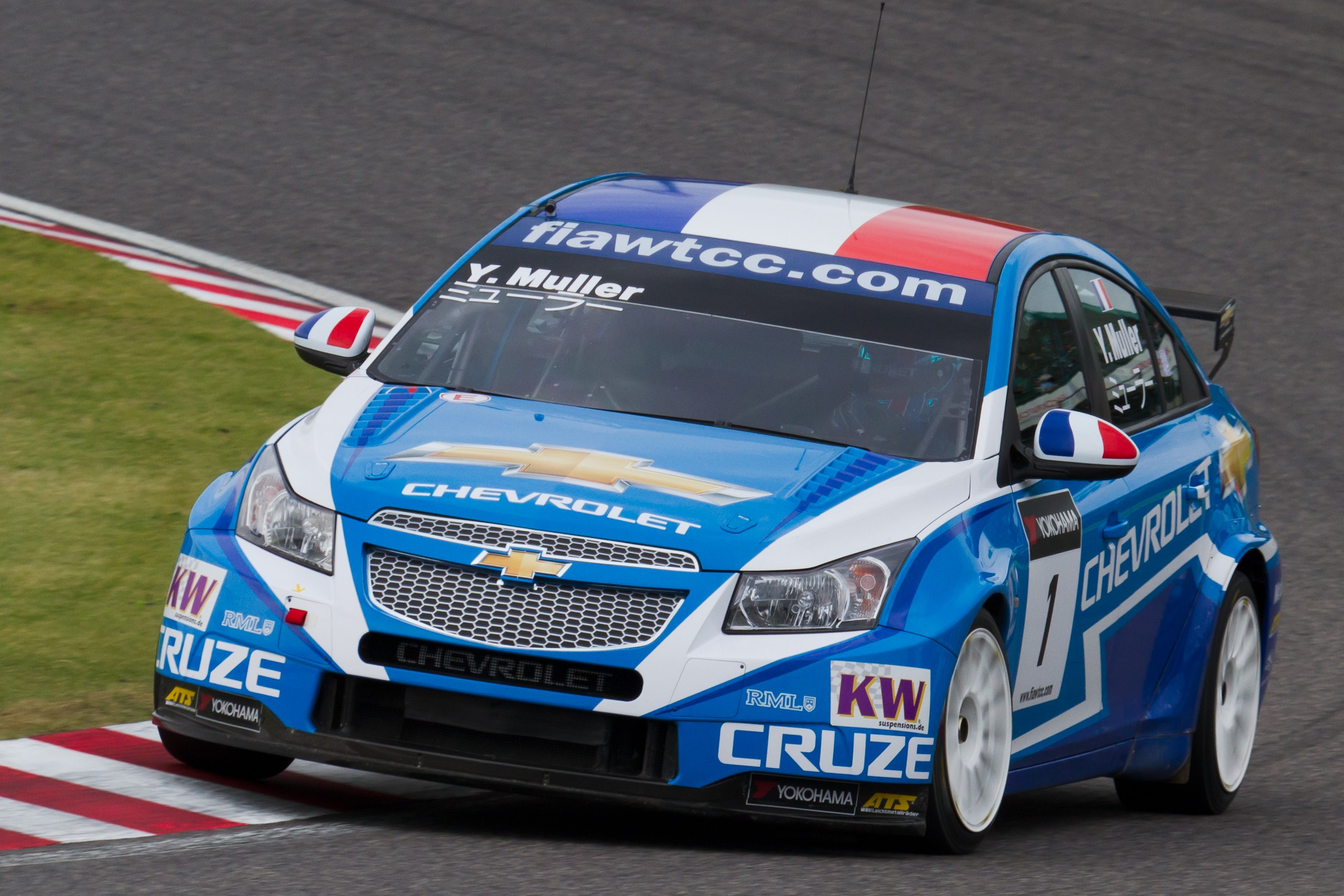
Yvan Muller en 2011 à la WTCC Race of Japan
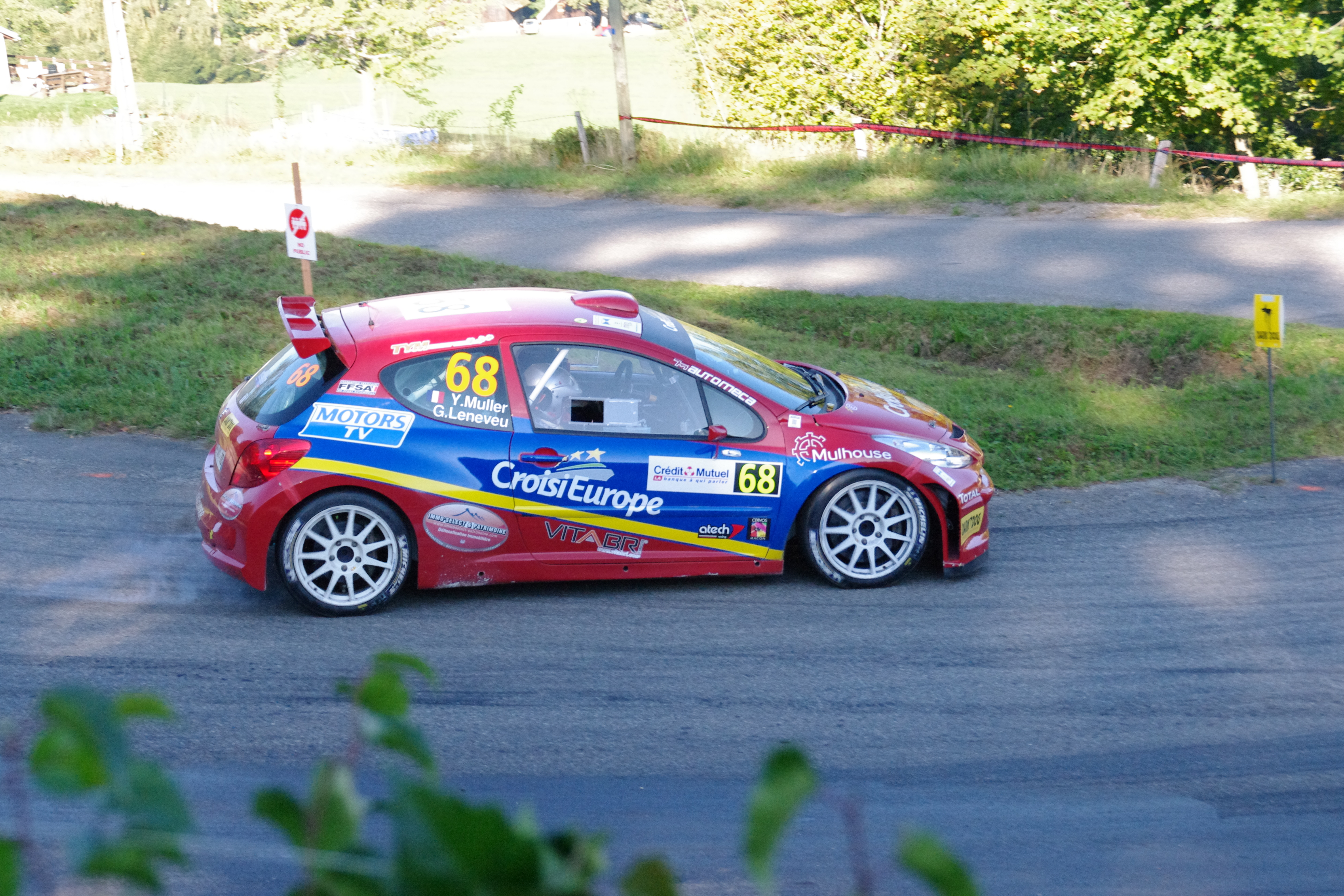
Rallye de France 2011 avec la 207 S2000
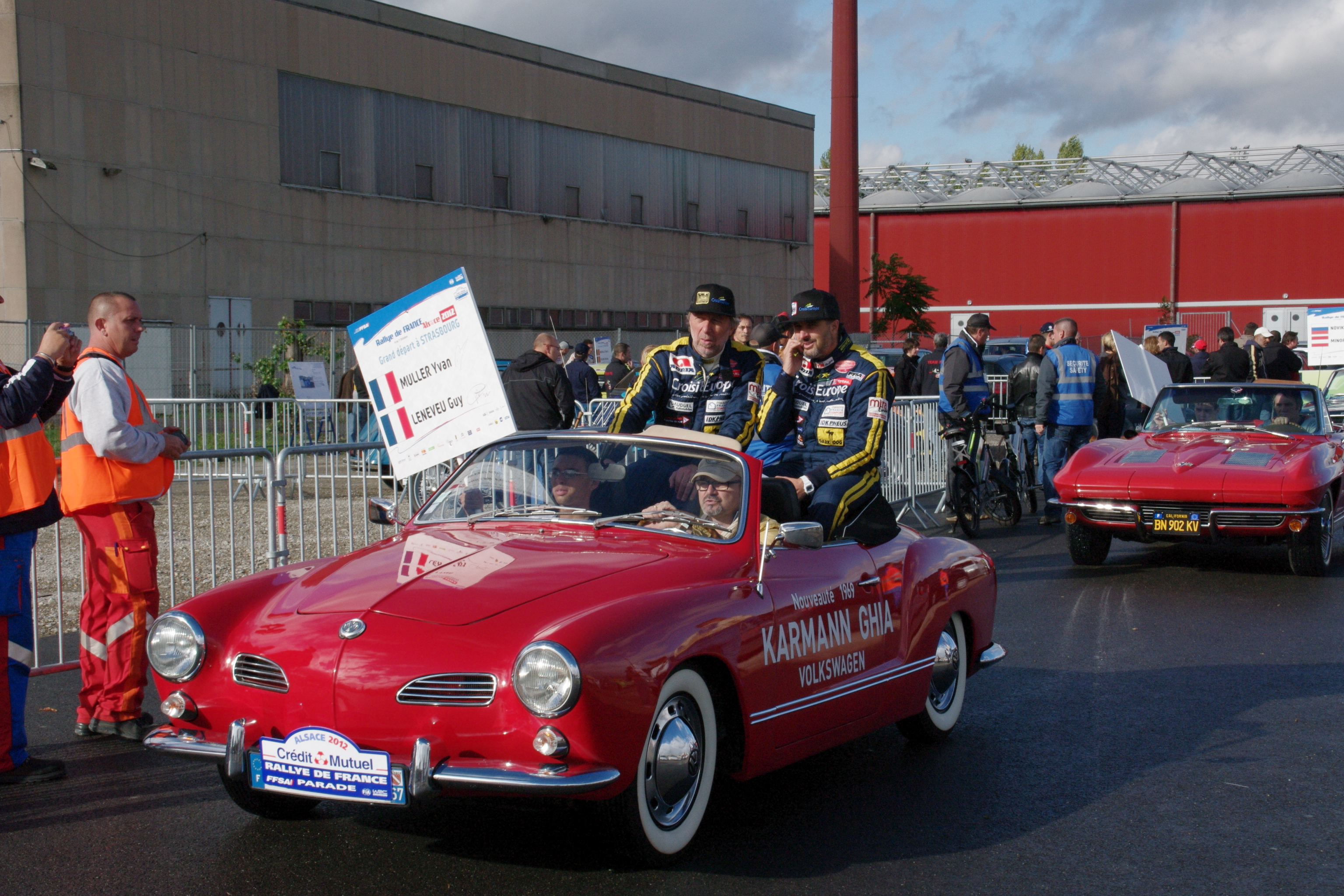
Rallye de France 2012, présentation des pilotes au Rallye de France 2012 à Strasbourg
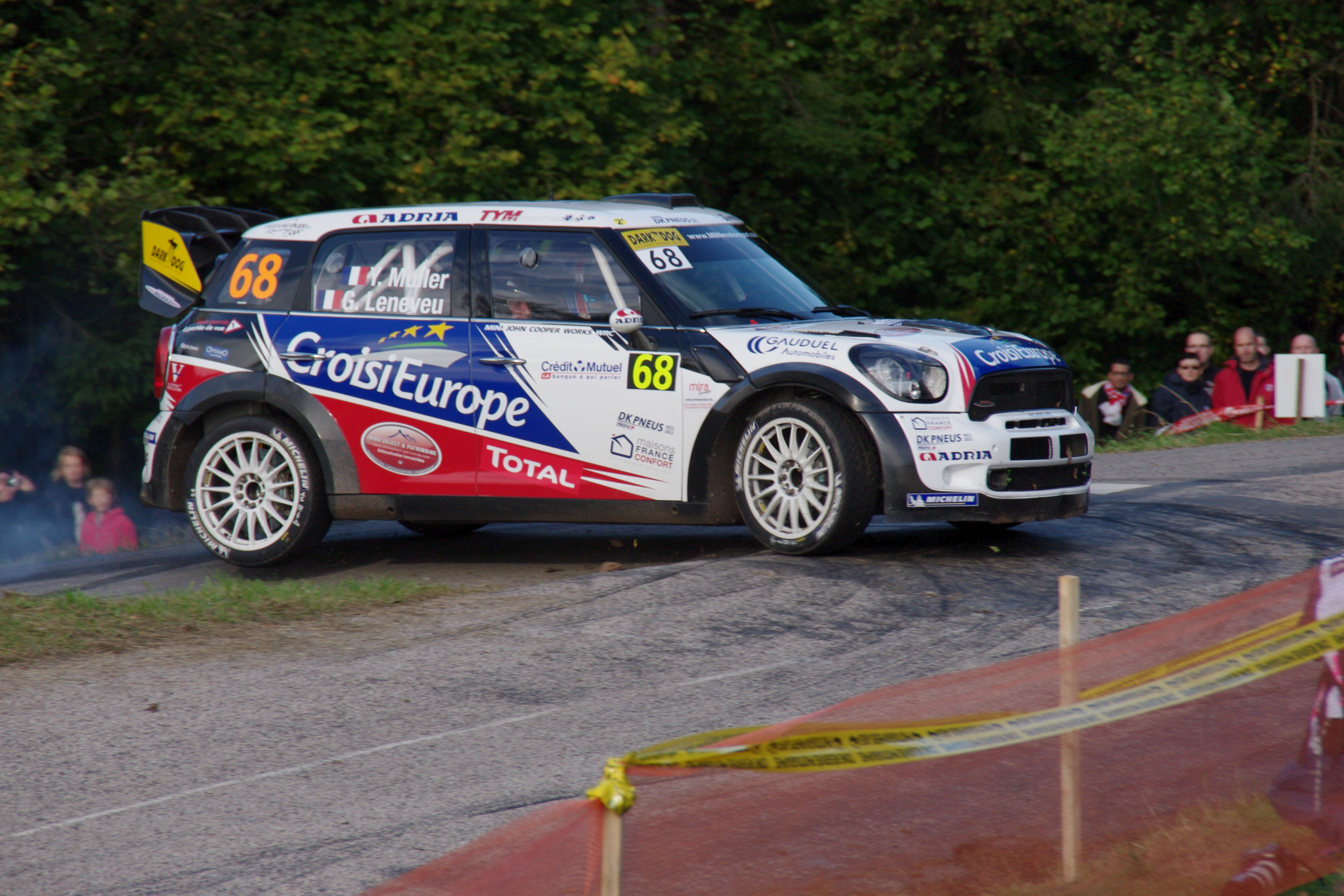
Rallye de France 2012 avec le Mini COOPER WRC
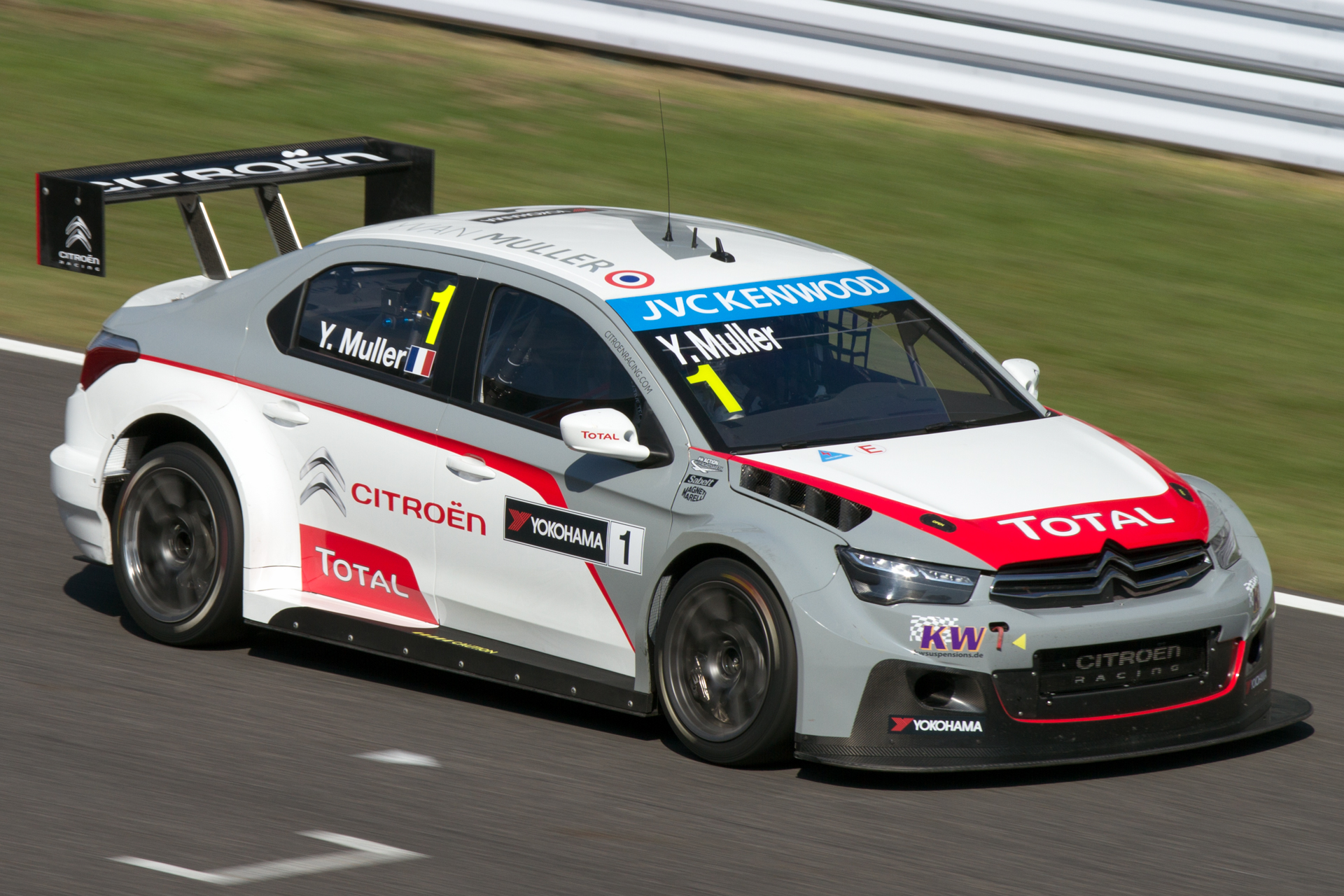
Yvan Muller en 2014 à la WTCC Race of Japan